# Hypotrachyna massartii
Hypotrachyna massartii är en lavart som först beskrevs av Hue, och fick sitt nu gällande namn av Hale. Hypotrachyna massartii ingår i släktet Hypotrachyna och familjen Parmeliaceae.   Inga underarter finns listade i Catalogue of Life.